# Soelteria
Soelteria es un género de arañas cangrejo de la familia Thomisidae. Contiene una sola especie, Soelteria nigra. La especie fue descrita por Dahl en 1907.

## Distribución
Se distribuye por África: Madagascar.